# Гаррі Парч
Гаррі Парч (англ. Harry Partch, нар. 24 червня 1901, Окленд, Каліфорнія, США — пом. 3 вересня 1974, Енсінітас, Каліфорнія, США) — американський композитор, теоретик музики та творець музичних інструментів, відомий розробками в галузі мікроінтерваліки.

## Біографічні відомості
Заохочений матір'ю, Парч у молодому віці навчився грати на кількох інструментах. Почав писати музику з 14 років. У 1922 році покинув музичну школу університету Південної Каліфорнії через незадоволення викладачами і взявся за самостійне навчання в бібліотеках Сан-Франциско, де вивчив книгу «Сенсації тону»Германа фон Гельмгольца, що й надихнула його на дослідження звукорядів на основі натурального строю. У 1930 році він спалив усі свої попередні композиції.
У 1942 році Г. Парч приїхав у Нью-Йорк, почав викладати в Музичній школі Істмена. У березні 1943 року йому присудили стипендію Гуггенхайма для конструювання нових музичних інструментів і постановки його «монофонічного циклу», включаючи Barstow і U.S. Highball в нью-йоркському «Карнегі-Холі» в 1944 році. У 1944 році Парч за посередництва композитора Гуннара Йохансена почав співпрацювати з університетом Мічигану. Не визнаний академічними музикантами, Парч був гідно зустрінутий вченими, які видали в 1949 працю Парча «Розвиток музики» (Genesis of a Music). Ця робота стала класичною в галузі мікроінтерваліки і конструювання пристосованих для неї музичних інструментів, неодноразово перевидавався і не втратила свого значення до наших днів.
У 1947 році закінчився контракт Г. Парча з університетом, і він поїхав у Північну Каліфорнію. Г. Йохансен надав йому стару кузню на своєму ранчо Гуалата (Gualala) на північ від Сан-Франциско, і Парч перетворив її на музичну студію. Тут він створив нові музичні інструменти і в 1950 — аудіозаписи (спільно з молодими помічниками, серед яких був і композитор Бен Джонстон з дружиною, що підтримували Г. Парча в 1950-ті роки).
Серед інструментів, створених Г. Парчем в кузні Гуатали — особливим чином налаштована гармоніка, названа «Хромелодеон» («Chromelodeon»), «адаптована гітара» («Adapted Guitar»), «адаптований альт» («Adapted Viola»), «ромбоподібна маримба» («Diamond Marimba»), «гармонічний канон» («Harmonic Canon»), гігантська кіфара («Kithara»), встановлена для гри на спеціальну платформу, а також потужні «басову маримбу» і «героїчну маримбу» («Bass Marimba» і «Marimba Eroica»). Парч спробував повернутися до задуманого їм в середині 1930-х років проекту опери Цар Едіп, однак спадкоємиця померлого до цього часу Єйтса відмовила композитору в праві використовувати для лібрето тексти поета. Тоді Парч вирішив сам зробити необхідні переклади з давньогрецької. Зрештою опера за текстами У. Б. Єйтса була все-таки поставлена в 1952 році в коледжі Мільса в каліфорнійському Окленді. У 1953 році Парч покинув студію в коледжі Мільса і перебрався в Саусаліто, на північ від Сан-Франциско. Тут, на території «Gate 5» — старої, занедбаної верфі — він організував власний ансамбль і за допомогою друзів в кінці 1940-х зареєстрував фірмовий лейбл «Gate 5». У 1950-ті — 1960-ті роки композитор створив великі сценічні постановки, в супроводі ансамблю його новаторських інструментів.

## Особисте життя
На початку 1920-х років Парч мав гомосексуальний роман з актором Рамоном Новарро. На той час Парч працював швейцаром у Лос-Анджелеській філармонії, тому Новарро розірвав стосунки, досягши більшого успіху як актор.

## Музична система
Парч розробив звукоряд, в якому октава поділяється на 43 нерівні тони. Ключовими поняттями тональної системи Г. Парча є «отональність» і «утональність», перше означає ряд обертонів від заданого звука (тобто тонів, частоти коливань яких кратні частоті коливань заданого тону — 1/1, 2/1, 3/1), другий — ряд унертонів від заданого звуку (тобто звуків, по відношенню до яких частота задного тону є кратною — 1/1, 1/2, 1/3,….). Відповідно, акорди утворені на основі ряду обертонів Парч називається «отональними», а на основі ряду унертонів — «утональними».

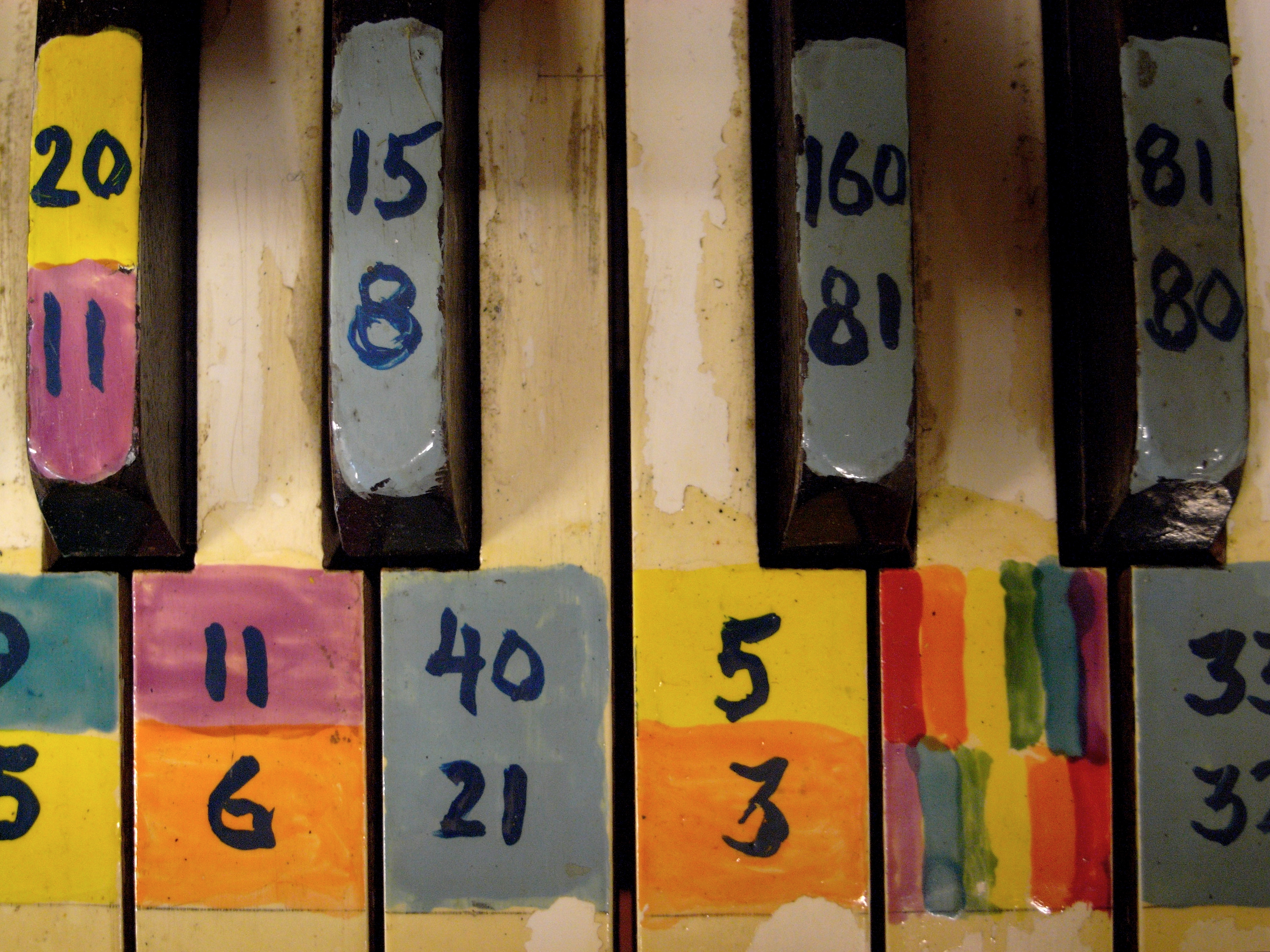
Частина клавіатури Chromelodeon
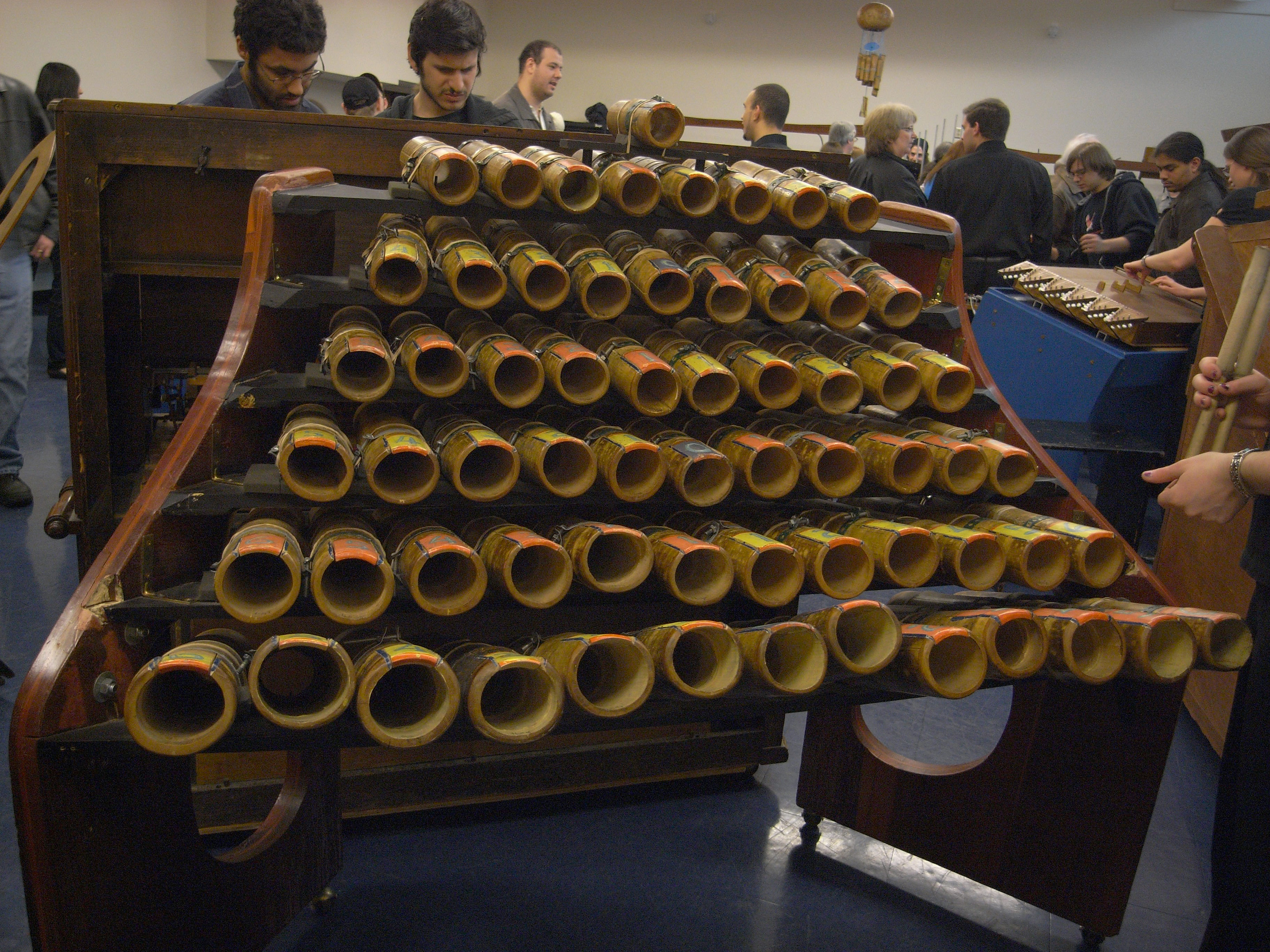
Бу II на виставці у дні відкритих дверей Інституту Гаррі Парча
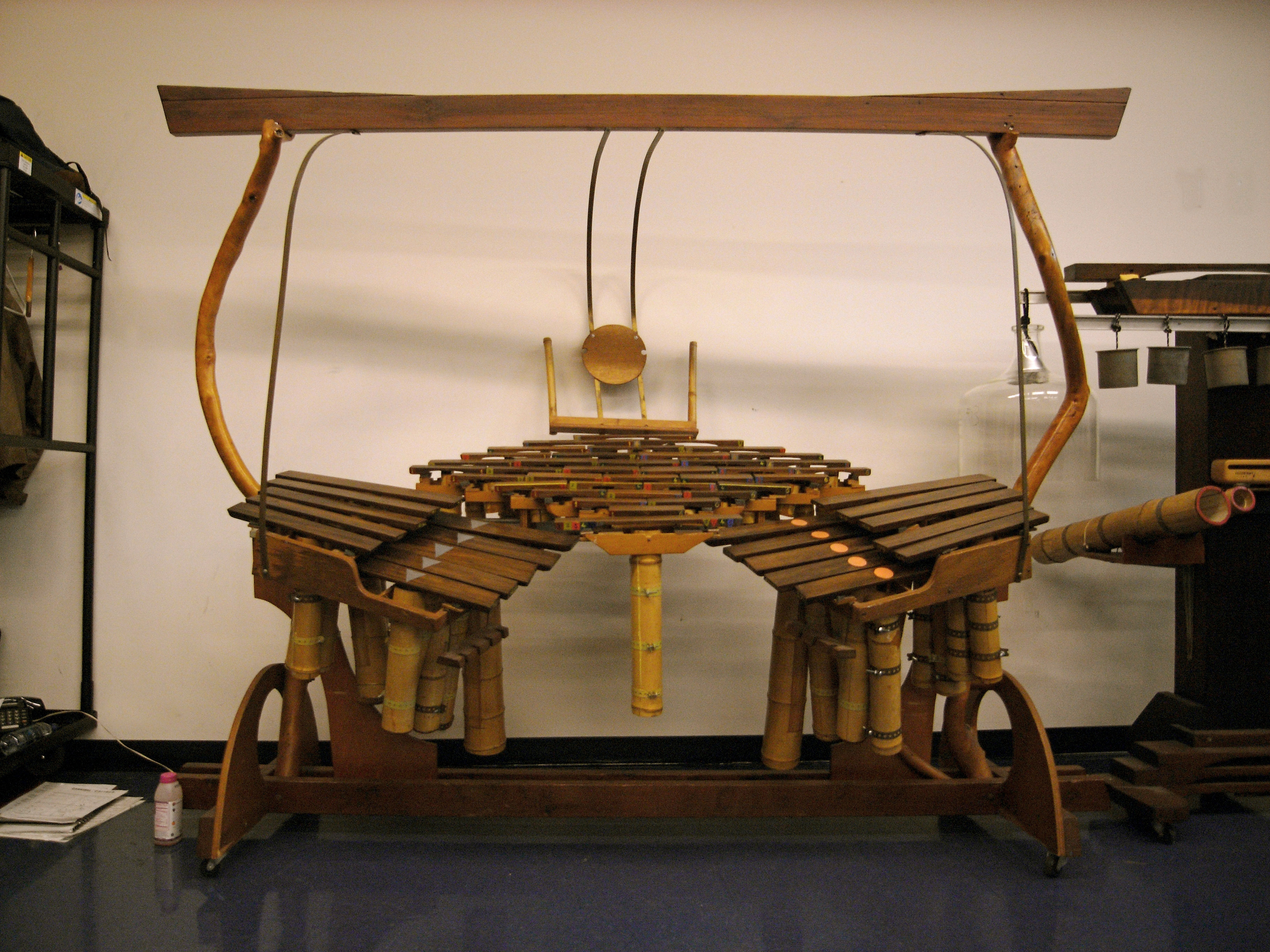
Чотирикутник Reversum

### General bibliography
- De Pue, Joanne (2014). Harry Partch Instrumentarium Takes Up Residency at UW. University of Washington School of Music. Архів оригіналу за 12 січня 2015. Процитовано 18 квітня 2015.
- Harrison, Lou (2000). I Do Not Quite Understand You, Socrates. У Dunn, David (ред.). Harry Partch: An Anthology of Critical Perspectives. Psychology Press. с. 133—138. ISBN 978-90-5755-065-2. Архів оригіналу за 26 травня 2021. Процитовано 26 травня 2021.
- Foley, Helene P. (2012). Re-Imagining Greek Tragedy on the American Stage. University of California Press. ISBN 978-0-520-27244-6. Архів оригіналу за 26 травня 2021. Процитовано 26 травня 2021.
- Gilmore, Bob (1998). Harry Partch: A Biography. Yale University Press. ISBN 0-300-06521-3.
- Gilmore, Bob; Johnston, Ben (2002). Harry Partch (1901–1974). У Sitsky, Larry (ред.). Music of the Twentieth-Century Avant-Garde: A Biocritical Sourcebook. Greenwood Publishing Group. с. 365—372. ISBN 978-0-313-29689-5. Архів оригіналу за 26 травня 2021. Процитовано 26 травня 2021.
- Harlan, Brian Timothy (2007). One Voice: A Reconciliation of Harry Partch's Disparate Theories. ISBN 978-0-549-29631-7. Архів оригіналу за 11 січня 2017. Процитовано 26 травня 2021.
- Johnston, Ben (2006). "Maximum Clarity" and Other Writings on Music. University of Illinois Press. ISBN 978-0-252-03098-7. Архів оригіналу за 26 травня 2021. Процитовано 26 травня 2021.
- Madden, Charles B. (1999). Fractals in Music: Introductory Mathematics for Musical Analysis. High Art Press. ISBN 978-0-9671727-5-0. Архів оригіналу за 26 травня 2021. Процитовано 26 травня 2021.
- McGeary, Thomas (2000). Introduction. У McGeary, Thomas (ред.). Bitter Music: Collected Journals, Essays, Introductions, and Librettos. University of Illinois Press. с. xv—xxx. ISBN 978-0-252-06913-0. Архів оригіналу за 26 травня 2021. Процитовано 26 травня 2021.
- Partch, Harry (2000). McGeary, Thomas (ред.). Bitter Music: Collected Journals, Essays, Introductions, and Librettos. University of Illinois Press. ISBN 978-0-252-06913-0. Архів оригіналу за 26 травня 2021. Процитовано 26 травня 2021.
- Ross, Alex (18 квітня 2005). Off the Rails: A rare performance of Harry Partch's 'Oedipus'. The New Yorker. Condé Nast. ISSN 0028-792X. Архів оригіналу за 27 липня 2013. Процитовано 26 травня 2021.
- Schell, Michael (2017). Harry Partch: Celebrating a Musical Maverick. Second Inversion. Архів оригіналу за 3 січня 2018. Процитовано 8 травня 2018.
- Schell, Michael (2018). Not even Harry Partch can be an island. Second Inversion. Архів оригіналу за 9 травня 2018. Процитовано 10 травня 2018.
- Sheppard, W. Anthony (2001). Revealing Masks: Exotic Influences and Ritualized Performance in Modernist Music Theater. University of California Press. с. 180—203. ISBN 978-0520223028.
- Taylor, David A. (2010). Soul of a People: The WPA Writers' Project Uncovers Depression America. John Wiley & Sons. ISBN 978-0-470-88589-5. Архів оригіналу за 26 травня 2021. Процитовано 26 травня 2021.
- Yang, Mina (2008). Harry Partch, the Hobo Orientalist. California Polyphony: Ethnic Voices, Musical Crossroads. University of Illinois Press. с. 52—57. ISBN 978-0-252-03243-1. Архів оригіналу за 26 травня 2021. Процитовано 26 травня 2021.